# Sphenomorphus undulatus
Espèce
Synonymes
- Lygosoma undulatum Peters & Doria, 1878
- Lygosoma aruanum Roux, 1910
- Lygosoma amboinense Kopstein, 1926
- Lygosoma dammermani Kopstein, 1927

Sphenomorphus undulatus est une espèce de sauriens de la famille des Scincidae.

## Répartition
Cette espèce se rencontre en Nouvelle-Guinée et dans les îles Salomon.

## Publication originale
- Peters & Doria, 1878 : Catalogo dei retilli e dei batraci raccolti da O. Beccari, L. M. D'Alberts e A. A. Bruijn. nella sotto-regione Austro-Malese. Annali del Museo Civico de Storia Naturale di Genova, sér. 1, vol. 13, p. 323-450 (texte intégral)